# Naoki Wako
Naoki Wako (輪湖 直樹 Wako Naoki?), född 26 november 1989 i Ibaraki prefektur, är en japansk fotbollsspelare.
Wako började sin karriär 2008 i Ventforet Kofu. Efter Ventforet Kofu spelade han för Tokushima Vortis, Mito HollyHock, Kashiwa Reysol och Avispa Fukuoka.